# ПМР-152
ПМР-152 — українське судно Військово-Морських сил України з 1997 р.

## Особливості проекту
Призначення судна - ремонт кораблів та судів, їх озброєння, тощо. Має підйомно-кранові технічні засоби та декілька цехів-відсеків (які призначені для виконання електро-зварювальних робіт, токарної обробки металів), а також дільниці для  ремонту трубопроводів, арматури та електрообладнання.

## Історія корабля
Судно було замовлене урядом СРСР у Болгарії у 1970 р., у цьому ж році - в складі Чорноморського флоту ВМФ СРСР. Ввійшло у склад Балаклавського заводу "Металіст" та використовувалося для ремонту підводних човнів та кораблів.
Внаслідок договору від 1997 року про розподіл флоту між Росією та Україною перейшло у склад Військово-Морських Сил України.

## У складі ВМС України
З 1997 року у складі ДП Балаклавський морський завод "Металіст" Міністерства оборони України.

З 21.07.2004 ввійшла у скллад ВАТ "Спецсудоремонт".

З січня 2007 року - продана ПП "Соріус".

У квітні 2011 року - повернута Військово-Морським Силам України